# Бушра аль-Мактарі
Бушра аль-Мактарі (араб. بشرى المقطري; нар. 1979, Таїз) — єменська письменниця й активістка. Знана як лідерка антиурядових протестів у своєму рідному місті Таїз під час революції 2011 року. Як письменниця найбільш знана за романами «За сонцем» (2012) і документальною роботою (2018) «Що ви залишили позаду: голоси з країни забутої війни».

## Молодість й освіта
Народилася 1979 року в Таїзі, Ємен. Частину свого дитинства провела в Саудівській Аравії, де її батько працював на будівництві. 1990 року покинути країну як і мільйон інших єменців через зростання напруженості між двома державами.
Вивчала історію в Таїзському університеті, який закінчив зі ступенем бакалавра.

## Кар'єра й активізм
Як письменниця зосереджується на революції в Ємені та лівій політиці в країні. Її вважають унікальним сучасним жіночим голосом у консервативному суспільстві Ємену. У відповідь на таку діяльність у січні 2012 року єменські священнослужителі випустили фетву проти неї та закликали відлучити від церкви. Супротивники погрожували їй в Інтернеті та влаштовували протести біля її будинку.
2003 року опублікувала першу книгу, збірку прози «Найвіддаленіші межі болю». Авторка статей для арабських й англомовних видань, зокрема «The New Arab» і «Нью-Йорк таймс». 2011 року, висвітлюючи акцію протесту як позаштатний репортер «Mareb Press», постраждала від гранати.
2011 року очолила антиурядові протести у період революції у Ємені. «Нью-Йорк таймс» назвала її «одним із перших і найбезстрашніших лідерів руху». Зокрема, вона допомогла очолити протест «Марш за життя» який проходив від Таїза до Сани.
2012 року вийшов друком її перший роман «За сонцем». Книга присвячена темі насильницьких зникнень у Ємені. Наступного року обрана учасником Міжнародної премії арабської художньої літератури Nadwa й здобула нагороду Франсуази Жиру за захист прав і свобод.
2015 року вийшла наступна книга «Південний Ємен під лівими», написана у співавторстві з Фаввазом Трабулсі, де детально розповідається про історію Єменської соціалістичної партії. 2018 року вийшла її книга «What You Have Left Behind: Voices from the Land of the Forgotted War», схарактеризована як «пристрасна необроблена розповідь про переміщених осіб, овдовілих і сиріт, які пережили війну в Ємені». Публіцистична праця, яка розповідає історії 43 різних сімей, основана на її репортажах у всій країні під час громадянської війни в Ємені. Вийшла друком англійською мовою у видавництві Fitzcarraldo з перекладом Савада Хусейна, який отримав нагороду PEN Translates і потрапив у короткий список премії Banipal Prize за арабський літературний переклад 2023 року.
2020 року отримала нагороду Йоганна Філіпа Пальми за свободу слова та преси на честь її внеску як активістки в Ємені.
Працювала в Таїзському університеті і заснувала у місті центр історичних досліджень. Пізніше стала дослідником у Центрі стратегічних досліджень Сани. Колишній член виконавчої ради Спілки письменників Ємену. Член Центрального комітету Єменської соціалістичної партії.
Попри пропозиції емігрувати до Франції та Швеції живе та працює в Ємені.

## Особисте життя
Перший шлюб закінчився розлученням. Пізніше вийшла заміж за Садека Алі Ганема.